# Kenneth Gärdestad

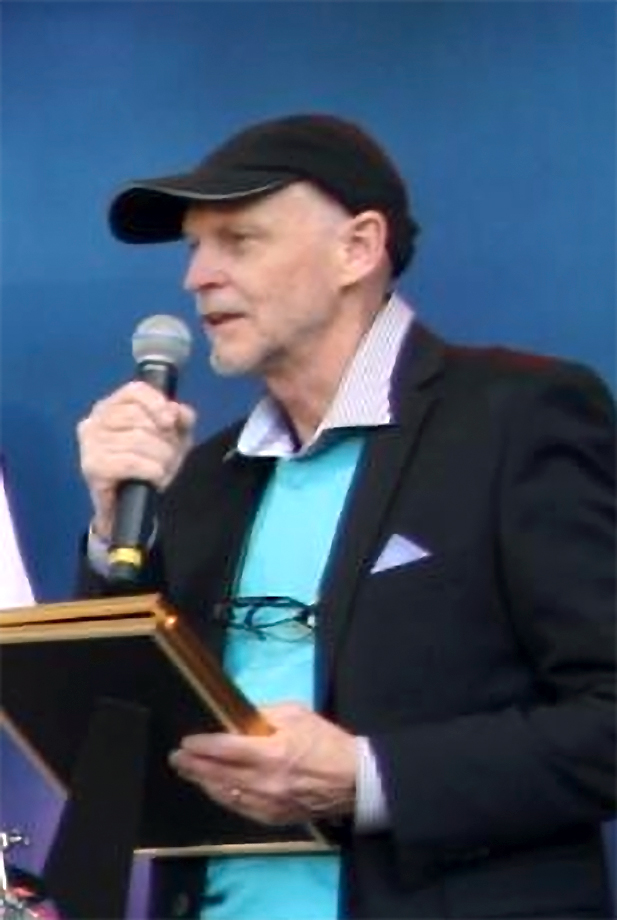
Kenneth Gärdestad 2016

John Charles Kenneth Gärdestad (* 9. Mai 1948 in Sollentuna; † 3. März 2018 in der Kirchengemeinde Sollentuna) war ein schwedischer Songwriter und Architekt. Er wurde vor allem bekannt für die Arbeit für seinen Bruder Ted Gärdestad. 1979 gewann er zusammen mit seinem Bruder das Melodifestivalen mit dem Song Satellit. Als Architekt war er unter anderem für 80 sogenannte Wissensschulen verantwortlich, dabei handelte es sich um unabhängige Schulen, die weltweit verbreitet sind und eine spezielle Architektur haben.

## Leben

### Musikalische Karriere
Kenneth Gärdestad wuchs in einer musikalischen Familie auf. Sein Bruder Ted machte sich früh als Sänger einen Namen und auch sein älterer Bruder Kjell betätigte sich als Songwriter. Die Gärdestads unterstützten ihren jüngeren Bruder. Insbesondere Kenneth schrieb einige seiner bekanntesten Stücke mit ihm. So schrieben sie gemeinsam Oh, vilken härlig da’ für Melodifestivalen 1973, Rockin’ n’ Reelin’ für Melodifestivalen 1975 sowie zusammen mit Kjell den Siegertitel Satellit für Melodifestivalen 1979. Ted trat mit dem Song beim Eurovision Song Contest 1979 in Jerusalem an, belegte aber nur einen 17. Platz.
Ted Gärdestadt verübte 1997 Selbstmord, er hatte mehrere Jahre unter paranoider Schizophrenie gelitten. Kenneth, der den Leidensweg seines Bruders aus nächster Nähe beobachtete, schrieb 2005 zusammen mit Keijo Liimatainen das Buch Jag vill ha en egen måne über seinen Bruder. Um seinen Bruder zu ehren und auf dessen Erkrankung aufmerksam zu machen, beteiligte er sich 1999 an der Schaffung des Ted Gärdestad-Stipendiums, ein Stipendium für Nachwuchssänger und -songwriter. Neben der Verleihung der Stipendien wurde jedes Jahr ein Tributkonzert zu Teds Ehren veranstaltet.
2008 nahm er an der SVT-Show Doobidoo zusammen mit Lotta Engberg teil. 2010 versuchte er sich wieder mit einem Beitrag beim Melodifestivalen mit dem Titel Hur kan jag tro på kärlek? für Erik Linder. Der Song erreichte Platz fünf im Halbfinale.
2016 wurde er für sein Lebenswerk mit dem Ehrenpreis der Branchenorganisation der Musikverleger Musikförläggarna ausgezeichnet. Im gleichen Jahr war er Stargast in der letzten Episode der siebten Staffel von Så mycket bättre, bei der einige Hits, die er für und mit seinem Bruder geschrieben hatte, aufgeführt wurden. 2018 gewann er den Grammis, ebenfalls für sein Lebenswerk. Im gleichen Jahr beteiligte er sich an der Fernsehdokumentation Ted: För kärlekens skull, um die Szenen möglichst realistisch zu gestalten. Im Film wurde er von Peter Viitanen gespielt.

### Architektur
Kenneth Gärdestadt war Hauptarchitekt der Privatschulen Kunskapsskolan und entwarf einen Großteil der Schulräume. Diese Privatschulen bezeichnen sich selbst als Wissensschulen und richten sich an Schüler der Klassen 4 bis 9 (zwischen 10 und 16 Jahren). Einige besitzen zusätzlich eine gymnasiale Oberstufe. Die Architektur der rund 80 Schulen, 36 davon in Schweden, der Rest verteilt auf Großbritannien (vier), Indien (zwei), die Vereinigten Staaten (eine), die Niederlande (ca. 30) sowie Saudi-Arabien (eine), ist gleich. Sie ist sehr offen, mit vielen Glaselementen und farbigen Wänden.

### Tod
Kenneth Gärdestad erklärte 2014, dass er unter Hautkrebs und Lymphdrüsenkrebs litt. Er starb an diesen Erkrankungen am 3. März 2018 im Alter von 69 Jahren.

## Werke
- Jag vill ha en egen måne: boken om Ted Gärdestad. Zusammen mit Keijo Liimatainen. Forum, Stockholm 2005, ISBN 91-37-12733-0.

## Diskografie als Songwriter (Auswahl)

### Für Ted Gärdestadt
Alben
- 1972: Undringar (Album)
- 1973: Ted (Album)
- 1974: Upptåg (Album)
- 1976: Franska Kort
- 1978: Blue Virgin Isles
- 1980:  I’d Rather Write a Symphony...
- 1981: Stormvarning!
- 1981: Caramba
- 1994: Äntligen På Väg

Singles
- 1971: Hela Världen Runt / Sommarlängtan
- 1973: Come Give Me Love
- 1973: Kaliforniens Guld
- 1973: Oh, vilken härlig da’
- 1974: Gonna Make You My Angel
- 1975: Rockin’ n’ Reelin’
- 1978: Love, You’re Makin’ All the Fools
- 1978: Take Me Back to Hollywood
- 1979: Satellit
- 1980:  Låt Solen Värma Dig (für Ted & Annica)
- 1993:  För Kärlekens Skull
- 1994: Hon Är Kvinnan
- 1994: Om Du Ville Ha Mig
- 1994: Ge En Sol

### Für andere
- 1972: Sol, Vind och Vatten für Lena Andersson
- 1972: Så Glad Som Dina Ögon für Agnetha Fältskog
- 1973: Blæst, Sol Og Saltvand für Brigitte Grimstad
- 1973: Hela Världen Runt für Rasmus
- 1976: I Wanna Make You My Lady für Mark Holden
- 1977: Tänään Enkelin Huomaat (Jag Skall Fånga En Ängel) für Monica Aspelud
- 1979: Vänner für Lill-Babs
- 1995: Het Sand für Janne Schaffer
- 1998: Jag Har Havet Ett Stenkast Från Mig für Jill Johnson
- 1999: Zzoppa (Album) für Jojje Wadenius
- 2010: Hur kan jag tro på kärlek? für Erik Linder